# Język beothuk
Język beothuk – wymarły język używany na Nowej Fundlandii przez Beothuków. Wymarł w 1829 wraz ze śmiercią Shanawdithit.

## Klasyfikacja
Badania nad przynależnością języka beothuk do języków algonkiańskich rozpoczął co najmniej w 1862 Robert Gordon Latham. Od 1968, John Hewson przedstawił dowody na podobieństwa dźwiękowe i morfologiczne z językiem praalgonkiańskim oraz innymi językami. Jeśli jest to prawidłowe, beothuk byłby bardzo rozbieżnym członkiem rodziny. Inni badacze wskazywali, że te podobieństwa wynikają z zapożyczeń. Ograniczona dokumentacja oznacza, że nie ma wystarczających dowodów, by utworzyć silną konkluzję. Ze względu na brak wielu informacji, Ives Goddard i Lyle Campbell uważają, że wszelkie konotacje języka beothuk i języków algonkiańskich pozostaną nieznane.